# Dirichlets test
Dirichlets test är inom matematik en metod för att testa om en serie konvergerar uppkallad efter matematikern Dirichlet.
Givet två följder av reella tal, {\displaystyle (a_{n})} och {\displaystyle (b_{n})}, konvergerar serien
{\displaystyle \sum _{n=1}^{\infty }a_{n}b_{n}}
om {\displaystyle (a_{n})} och {\displaystyle (b_{n})} uppfyller:
- {\displaystyle a_{1}\geq a_{2}\geq ...\geq a_{n}\geq ...>0}

- {\displaystyle \lim _{n\rightarrow \infty }a_{n}=0}

- {\displaystyle \left|\sum _{n=1}^{N}b_{n}\right|\leq M} för varje naturligt tal {\displaystyle N}.

En följd av Diriclets test är Leibniz kriterium, som säger att serien
{\displaystyle \sum _{n=1}^{\infty }(-1)^{n}a_{n}}
konvergerar om följden {\displaystyle (a_{n})} är minskande mot noll. Följden {\displaystyle (b_{n})} är i det här fallet {\displaystyle b_{n}=(-1)^{n}} vars serie uppenbart är begränsad av talet 1.